# ラストヒットマン
『ラストヒットマン』（原題：The Last Hit Man）は、カナダの映画作品。

## キャスト
役名、俳優、日本語吹替。
- ハリー - ジョー・マンテーニャ（立川三貴）
- ラクエル - エリザベス・ウィットメア（細越みちこ）
- ビリー - ロマーノ・オルザリ（渡辺穣）
- トッド - マイケル・マジェスキー（大窪晶）
- マリオン - ヴィクトリア・スノウ（唐沢潤）
- その他の俳優 - ウィリアム・コルゲイト、ショーン・ローレンス、マヤ・リッター
- その他の日本語吹替 - 佐々木睦、寺尾たかひろ、黒澤剛史、篠原千佳